# Nowotscherkassk
Nowotscherkassk (russisch Новочерка́сск) ist eine südrussische Industriestadt, die ca. 1000 km südlich von Moskau und 30 km nordöstlich von Rostow am Don auf einem Hügel liegt, der auf drei Seiten von Aksai und Tuslow umströmt wird. Durch Nowotscherkassk verlaufen die Eisenbahnstrecke Moskau–Rostow am Don–Sotschi und die Fernstraße M 4 von Moskau nach Noworossijsk. Sie hat 168.746 Einwohner (Stand 14. Oktober 2010).

## Geschichte
Die Stadt wurde 1805 durch Ataman Platow gegründet. Die Bauleitung übernahm der Antwerpener Generalleutnant (der um 1780 in russische Dienste trat) Frans de Wollant, oder mit seinem „russischen“ Namen Franz Pawlowitsch de Wollan,  und war bis zu dessen Auflösung 1920 Hauptstadt des Oblasts des Don-Heeres. Die vorherige Hauptstadt der Donkosaken, Tscherkassk (jetzt als Starotscherkassk, „Alt-Tscherkassk“, bekannt), wurde oftmals Opfer von Überschwemmungen; deshalb beschloss Kosakenführer Matwei Platow, eine neue Hauptstadt als „Neu-Tscherkassk“ zu gründen.

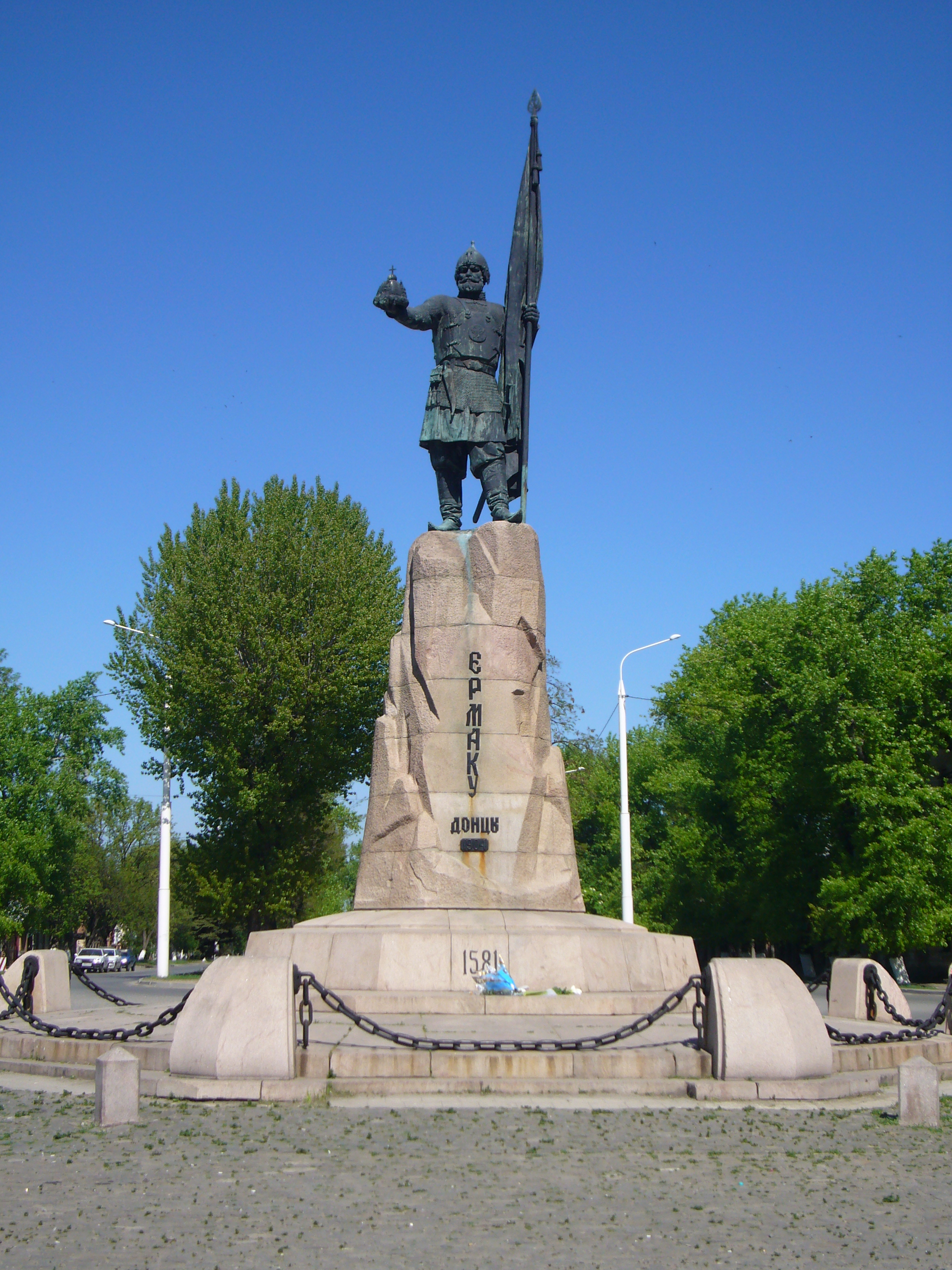
Denkmal für Ataman Jermak in Nowotscherkassk

Im Jahre 1882 lebten 37.091 Einwohner in der Stadt. Sie hatte elf Kirchen, ein Knaben- und ein Mädchengymnasium, ein Theater, Irren-, Waisen-, Findel- und Krankenhäuser, ein Zeughaus, ein Denkmal ihres Gründers, des Ataman (siehe auch Hetman) Matwei Iwanowitsch Platow.
Nowotscherkassk besaß zwei bedeutende Jahrmärkte und war Handelszentrum, besonders für Getreide, Wein, Holz und Drogeriewaren. Die Industrie, welche sich zuvor auf die Fabrikation von Ziegeln, Mehl, Schmiedearbeiten und Wein beschränkte, entwickelte sich zum Ende des 19. Jahrhunderts.
Die Stadt war Sitz des frei gewählten Nakasnoi Ataman, des Oberhauptes aller Donkosaken, der Zentralregierung und der obersten Gerichtsbehörde der Donkosaken.
Bemerkenswert sind die 30 km nördlich gelegenen und durch die Eisenbahn mit Nowotscherkassk verbundenen großen Anthrazitlager an der Gruschewka.
Am 1. und 2. Juni 1962 kam es zum Aufstand in Nowotscherkassk, dem bedeutendsten Arbeiteraufstand in der Sowjetunion mit 26 Toten. Ihm folgten Hinrichtungen sowie eine Vielzahl von Verurteilungen zu langjährigen Haftstrafen.

### Bevölkerungsentwicklung
| Jahr | Einwohner |
| ---- | --------- |
| 1882 | 037.091   |
| 1897 | 051.963   |
| 1939 | 075.917   |
| 1959 | 095.453   |
| 1970 | 162.365   |
| 1979 | 183.055   |
| 1989 | 187.973   |
| 2002 | 170.822   |
| 2010 | 168.746   |

Anmerkung: ab 1897 Volkszählungsdaten

## Städtepartnerschaften
Nowotscherkassk ist seit 1990 Partnerstadt von Iserlohn in Deutschland und seit 2008 von Simferopol auf der Krim.

## Sehenswürdigkeiten

Die Kathedrale von Nowotscherkassk

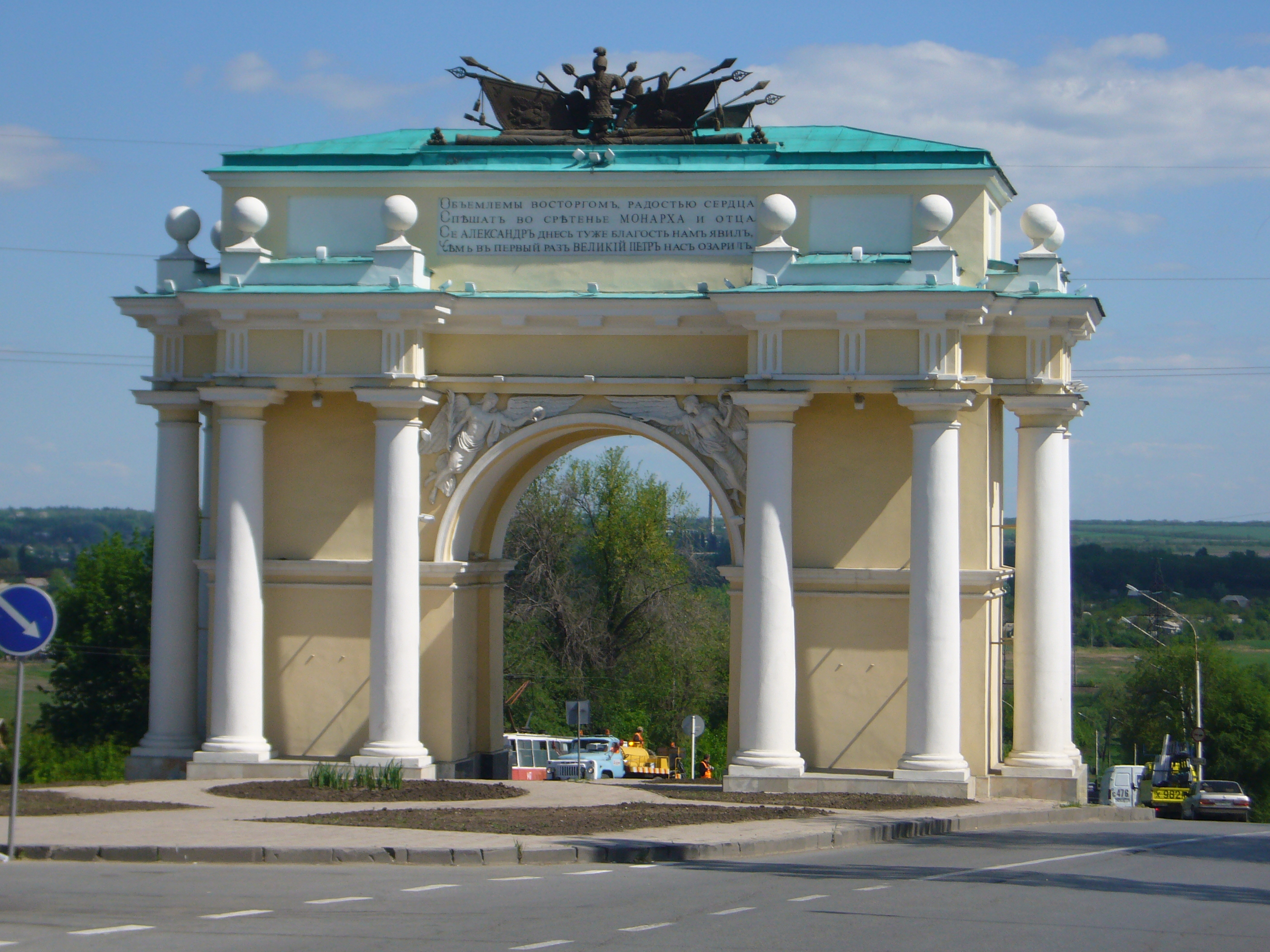
Einer der beiden Triumphbögen in Nowotscherkassk

Auf dem höchsten Punkt der Stadt steht die Auferstehungs-Kathedrale, erbaut 1890 bis 1905 durch den Architekten Jaschtschenko. Es handelt sich hierbei um die erste größere Stahlbetonkonstruktion im südlichen Teil Russlands. Zurzeit ist sie nach der Erlöserkathedrale in Moskau (10.000 Gläubige) und der Isaakskathedrale in Sankt Petersburg (7.000 Gläubige) die drittgrößte Kirche Russlands und fasst etwa 5000 Gläubige. Auf dem Platz vor der Kathedrale findet sich das Denkmal von Ataman Jermak, der im Auftrag des Zaren Iwan des Schrecklichen Sibirien erschloss. Er fiel 1581 im Krieg gegen die Tataren. In Nowotscherkassk befindet sich das Dramen- und Komödientheater W.F. Komissarschewskaja.
Darüber hinaus war Nowotscherkassk die Residenz der Atamanen, davon zeugt noch heute ihr im historistischen Stil geschaffenes Stadtschloss.
Zur Ehre der aus der Völkerschlacht bei Leipzig siegreich zurückkehrenden Kosaken ließ der Bürgermeister der damals neu gegründeten Stadt zwei identische Triumphbögen bauen.

## Industrie
Bedeutendster Industriebetrieb ist die Elektrolokomotivenfabrik Nowotscherkassk (abgekürzt: NEVZ, russisch: НЭВЗ), die 10.666 (16. August, 2013)  Personen beschäftigt und 2012 206 Elektrolokomotiven unterschiedlicher Baureihen herstellte. Ein weiterer wichtiger Industriebetrieb stellt Graphitelektroden her. Darüber hinaus gibt es in Nowotscherkassk eine Raffinerie, verschiedene Möbelproduzenten, eine Farbenfabrik und mehrere Lebensmittelbetriebe wie zum Beispiel eine Großmolkerei, eine Wodkadestillerie und eine Brauerei.

## Verkehr

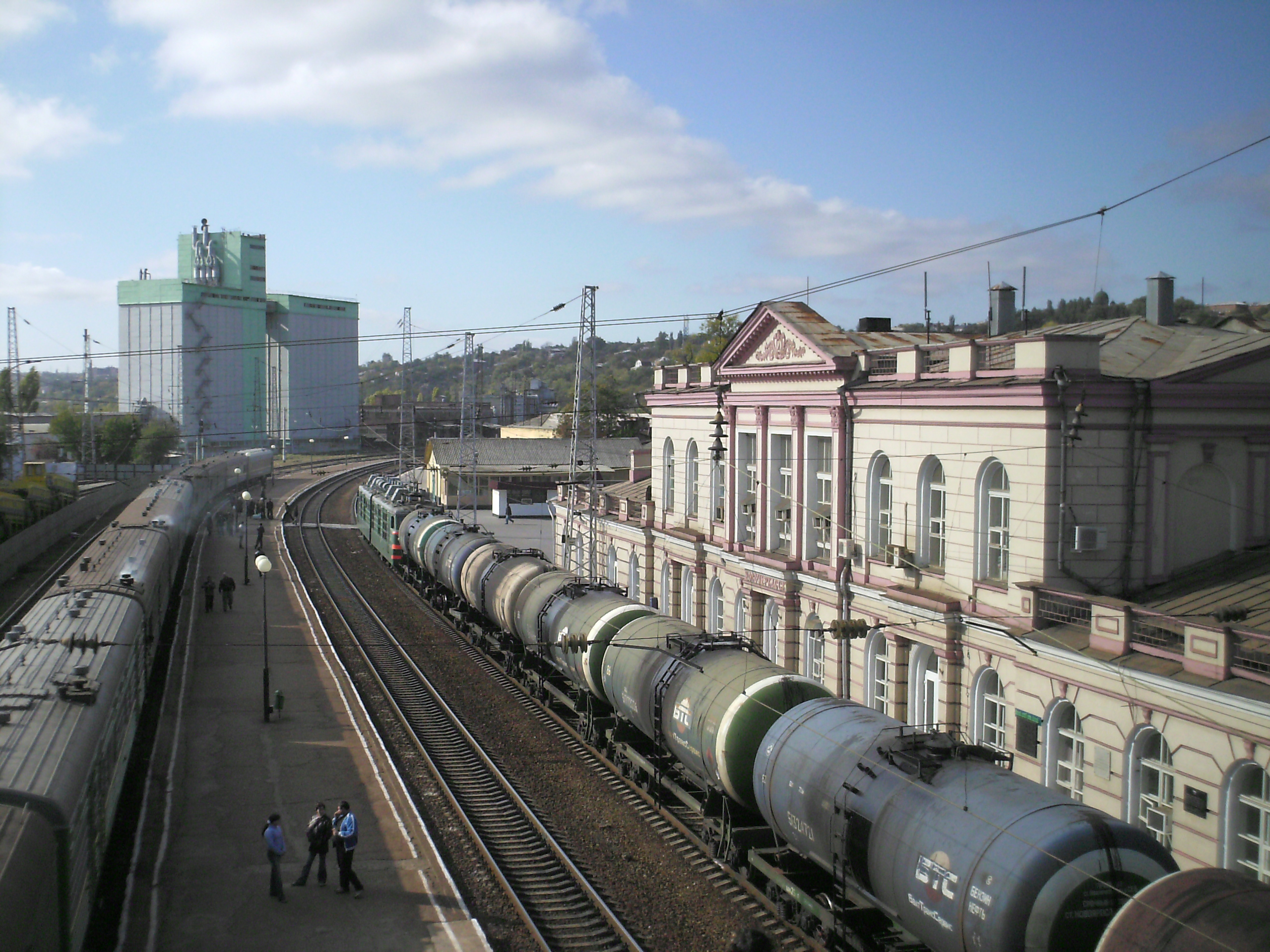
Hauptbahnhof

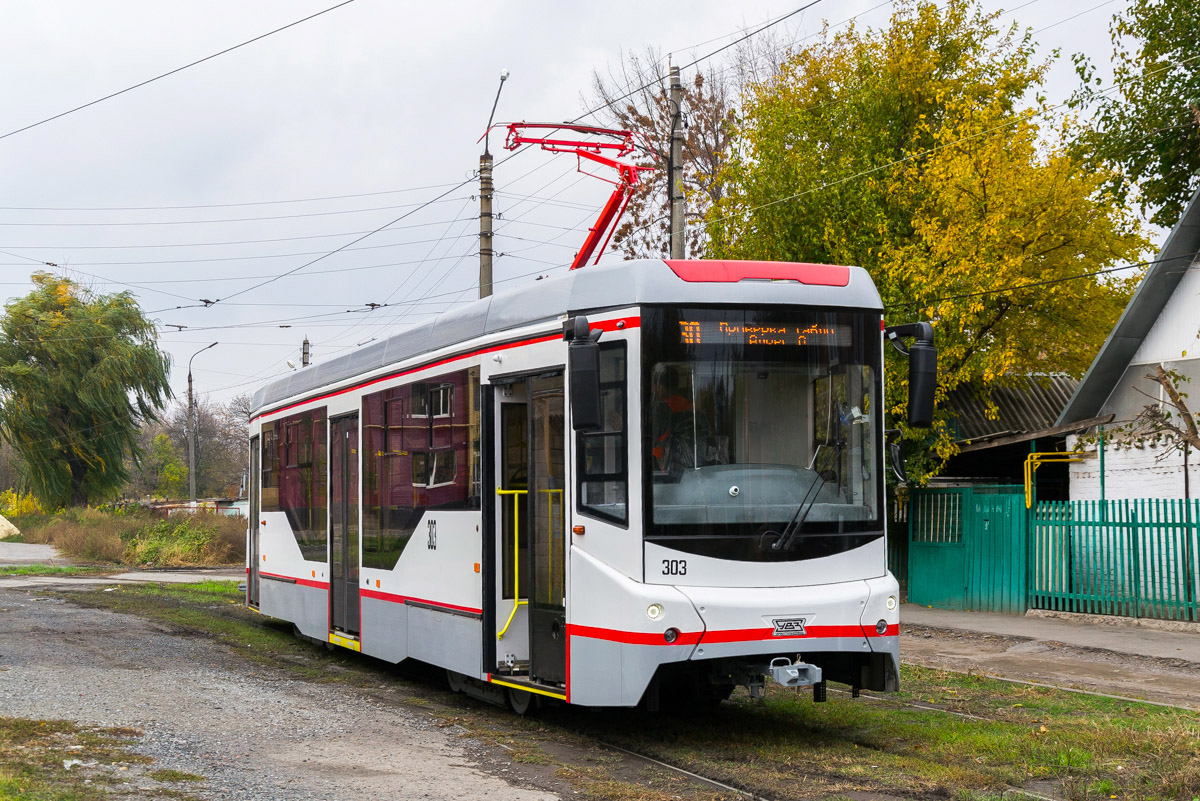
Straßenbahntriebwagen des Typs Spectr 71-407-01 (Baujahr 2018) in Nowotscherkassk

Nowotscherkassk ist mit der russischen Hauptstadt Moskau über die Fernstraße M4 Don verbunden.
Am 29. Dezember 1863 wurde der heutige Hauptbahnhof an der Bahnstrecke von Gruschewskoje nach Aksaiskaja eröffnet, am 1. Januar 1864 verkehrte der erste reguläre Zug. Das Empfangsgebäude stammt aus den frühen 1950er Jahren und ersetzt einen im Zweiten Weltkrieg zerstörten Bau.
1950 wurde mit dem Bau einer Straßenbahn mit einer Spurweite von 1524 mm begonnen, deren erste Strecke am 22. Januar 1954 in Betrieb genommen wurde. Das Netz wurde schrittweise erweitert und erschloss vor allem die im Norden der Stadt gelegenen Industriegebiete. Geplante Strecken zum Hauptbahnhof und in das Zentrum wurden hingegen nicht realisiert, seit 1956 endet die Straßenbahn am westlichen Rand der Innenstadt. Im Jahr 2020 wurden mit 20 modernen vierachsigen Triebwagen vier Linien des sanierungsbedürftigen Netzes befahren.

## Forschung und Lehre
Nowotscherkassk wird auch wegen seiner zahlreichen Hochschulen und Institute Stadt der Wissenschaft genannt. Hervorzuheben sind:
- die Südrussische Staatliche Technische Universität,
- die Akademie für Melioration,
- die Militärische Hochschule für das Fernmeldewesen,
- das Forschungszentrum für Weltraumsimulatorenbau und
- ein Forschungsinstitut für den Weinanbau.

## Kriegsgefangenenlager
In Nowotscherkassk bestand das Kriegsgefangenenlager 430 für deutsche Kriegsgefangene des Zweiten Weltkriegs. Schwer Erkrankte wurden im Kriegsgefangenenhospital 5351 behandelt. Auf dem Friedhof des Hospitals liegen ca. 1000 Soldaten begraben.

## Söhne und Töchter der Stadt
- Maria Surowschtschikowa-Petipa (1836–1882), Primaballerina
- Nikolai Dubowskoi (1859–1918), Landschaftsmaler
- Wassili Rodionow (1860–1934), Generalmajor[6]
- Wissarion Alexejew (1866–1943), Mathematiker
- Michail Bachirew (1868–1920), Seeoffizier und Admiral
- Musa Bigiev (zwischen 1873 und 1875–1949), tatarisch islamischer Gelehrter, Reformdenker, Philosoph, Publizist und politischer Aktivist
- Alexandre Vlasov (1880–1961), Reeder
- Dmitri Orlow (1883–1946), Grafiker
- Arseni Awraamow (1886–1944), Komponist und Musiktheoretiker der Avantgarde
- Wassili Fessenkow (1889–1972), Astronom, Astrophysiker und Hochschullehrer
- Alexei Lossew (1893–1988), Philosoph
- Walerian Sorin (1902–1986), Diplomat
- Gawriil Popow (1904–1972), Komponist
- Boris Prijmak (1909–1996), Architekt
- Walentina Telegina (1913–1979), Film- und Theater-Schauspielerin
- Walentina Iwaschjowa (1915–1991), Schauspielerin
- Anatoli Mereschko (1921–2018), Generaloberst und stellvertretender Stabschef des Warschauer Paktes (1969–1983)
- Iwan Kisimow (1928–2019), Dressurreiter
- Alexei Maslennikow (1929–2016), Opernsänger
- Alexander Lebed (1950–2002), General und Politiker, Gouverneur der Region Krasnojarsk (1998–2002)
- Jewgeni Orlow (* 1950), Vizeadmiral[7]
- Jurij Sjedych (1955–2021), sowjetisch-ukrainischer Leichtathlet
- Ljudmila Andonowa (* 1960), bulgarische Hochspringerin
- Pawel Melnikow (* 1969), Ruderer
- Julija Guschtschina (* 1983), Sprinterin
- Nikolai Tschub (* 1984), Kosmonaut
- Darja Kleschtschowa (* 1998), Rhythmische Sportgymnastin
- Andrei Jessipenko (* 2002), Schachmeister

## Benennung
- Nowotscherkassk, sowjetisches bzw. russisches Landungsschiff